# Pera Chorio
Pera Chorio (in greco Πέρα Χωριό?) è una comunità (in greco κοινότητα?, koinótita) di Cipro, situato vicino alla città di Dali. La popolazione del villaggio era nel 2011 di 2637 persone, molte delle quali sono rifugiati che si sono stabiliti nel villaggio dopo l'invasione turca del 1974. Il fiume Yalias, il secondo fiume più grande di Cipro, separa il villaggio da Nisou. Ci sono molti negozi, supermercati, chioschi, panetterie ed edifici di comunicazione. La maggior parte della popolazione è costituita da agricoltori e allevatori di bestiame. In inverno la temperatura è di circa 10 °C a 25 °C e in estate è di 35 °C e oltre.